# Pyrestes nitidicollis
Pyrestes nitidicollis är en skalbaggsart som beskrevs av Holzschuh 1991. Pyrestes nitidicollis ingår i släktet Pyrestes och familjen långhorningar. Inga underarter finns listade i Catalogue of Life.